# Biyi Bandele
Biyi Bandele-Thomas, mest känd som Biyi Bandele, född 13 oktober 1967 i Kafanchan i delstaten Kaduna i Nigeria, död 7 augusti 2022 i Lagos, var en nigeriansk romanförfattare, dramatiker och filmskapare, framförallt baserad i Storbritannien sedan 1991.
Bandeles familj tillhörde yorubafolket och var konvertiter till kristendomen, något som var ovanligt i det muslimska norra Nigeria. Bandele flyttade till Lagos vid 18 års ålder och studerade drama på Department of Dramatic Art vid Obafemi Awolowo University mellan 1987 och 1990. Efter att ha vunnit ett stipendium för sitt drama Rain flyttade han 1991 till London, där han inom kort fick uppmärksamhet för sin dramatik, bland annat av tunga institutioner som Royal Shakespeare Company och Royal Court Theatre.
År 1991 kom hans debutroman, The Man Who Came in from the Back of Beyond, och han var därefter mycket produktiv. Hans senaste roman, Burma Boy (2007, på svenska 2010), baserar sig på hans fars erfarenheter som soldat i brittiska armén i Burma under andra världskriget.

### Svenska utgåvor
- Burma Boy (2010) Leopard förlag (ISBN 91-7343-224-5)